# Simone Sabbioni
Simone Sabbioni (Rimini, 3 oktober 1996) is een Italiaans zwemmer die is gespecialiseerd in de rugslag.

## Biografie
In 2013 behaalde Sabbioni een bronzen medaille tijdens de 100 meter rugslag op de Europese kampioenschappen zwemmen jeugd 2013 in Poznan, achter Grigori Tarasevitsj en Danas Rapšys.
In 2014 nam Sabbioni deel aan het zwemmen op de Olympische Jeugdzomerspelen 2014. Hij won de 100 meter rugslag, in exact dezelfde tijd als Jevgeni Rylov. Hij behaalde ook nog de bronzen medaille op de 50 meter vrije slag. Eerder dat jaar was Sabbioni al Europees jeugdkampioen geworden op de 50 meter rugslag. Op datzelfde toernooi behaalde hij nog zilver op de 100 meter rugslag en de 4x100 meter wisselslag en brons op de 4x100 meter wisselslag voor gemengde teams. Op de Wereldkampioenschappen kortebaanzwemmen 2014 in Doha maakte Sabbioni zijn debuut op een internationaal kampioenschap. Hij werd 20e op de 50 meter rugslag en 18e op de 100 meter rugslag. 
Op de Wereldkampioenschappen zwemmen 2015 eindigde Sabbioni 12e tijdens de 50 meter rugslag en 10e tijdens de 100 meter rugslag. Tijdens de Europese kampioenschappen kortebaanzwemmen 2015 in Netanja zwom Sabbioni naar de zilveren medaille in de finale van de 50 meter rugslag, achter de Pool Tomasz Polewka. Op de 200 meter behaalde hij de bronzen medaille. Aan de zijde van Marco Orsi, Fabio Scozzoli en Matteo Rivolta behaalde Sabbioni de Europese titel in de 4x50 meter wisselslag. Samen met Fabio Scozzoli, Silvia Di Pietro en Erika Ferraioli zwom Sabbioni ook naar Europees goud op de 4x50 meter wisselslag voor gemengde teams.
Op de Europese kampioenschappen zwemmen 2016 in Londen won Sabbioni de bronzen medaille tijdens de 100 meter rugslag, achter de Fransman Camille Lacourt en de Rus Grigori Tarasevitsj en in dezelfde tijd als Apostolos Christou. Samen met Martina Carraro, Piero Codia en Federica Pellegrini behaalde hij ook de zilveren medaille op de 4x100 meter wisselslag voor gemengde teams.

## Internationale toernooien
| Jaar | Olympische Spelen  | WK langebaan                                                                       | WK kortebaan | EK langebaan                                                                       | EK kortebaan                                                                                |
| ---- | ------------------ | ---------------------------------------------------------------------------------- | --- | ---------------------------------------------------------------------------------- | ------------------------------------------------------------------------------------------- |
| 2014 |                    |                                                                                    | 20e 50m rugslag · 18e 100m rugslag · 20e 200m rugslag · 4x50m wisselslag gemengd · Sabbioni zwom enkel in de series | geen deelname                                                                      |                                                                                             |
| 2015 |                    | 12e 50m rugslag 10e 100m rugslag 9e 4x100m wisselslag 6e 4x100m wisselslag gemengd | |                                                                                    | 50m rugslag · 5e 100m rugslag · 200m rugslag · 4x50m wisselslag · 4x100m wisselslag gemengd |
| 2016 | 5-21 augustus 2016 |                                                                                    | 7-11 december 2016                                                                                                  | 13e 50m rugslag · 100m rugslag · DSQ 4x100m wisselslag · 4x100m wisselslag gemengd |                                                                                             |

## Persoonlijke records
Bijgewerkt tot en met 6 juni 2016
Kortebaan
| Afstand      | Tijd    | Datum           | Plaats  |
| ------------ | ------- | --------------- | ------- |
| 50m rugslag  | 23,09   | 6 december 2015 | Netanja |
| 100m rugslag | 50,57   | 4 december 2015 | Netanja |
| 200m rugslag | 1.50,75 | 2 december 2015 | Netanja |

Langebaan
| Afstand      | Tijd    | Datum         | Plaats   |
| ------------ | ------- | ------------- | -------- |
| 50m rugslag  | 24,99   | 18 april 2015 | Riccione |
| 100m rugslag | 53,34   | 19 april 2016 | Riccione |
| 200m rugslag | 1.58,78 | 16 april 2015 | Riccione |